# Xiwei, Fu'an
Xiwei (kinesiska: 溪尾) är en köping i sydöstra Kina. Den ligger i Fu'an i staden Ningde i provinsen Fujian,  omkring 99 kilometer nordost om provinshuvudstaden Fuzhou. Antalet invånare är 10701. Befolkningen består av 4 919 kvinnor och 5 782 män. Barn under 15 år utgör 13,0 %, vuxna 15-64 år 74 %, och äldre över 65 år 11,0 %.